# Lotte Lie
Lotte Lie (Levanger, 6 september 1995) is een Noors-Belgisch biatleet.

## Loopbaan

### Noorwegen
Lotte Lie heeft twee nationaliteiten: haar moeder is Belgisch en haar vader Noors. Ze kwam aanvankelijk uit voor Noorwegen, maar stapte in 2019 over naar de Belgische nationale biatlonploeg.
Lie groeide op in het Noorse dorpje Skatval en begon op tienjarige leeftijd met biatlon. Zij verhuisde naar Meråker om daar haar middelbareschooldiploma te halen en een bachelordiploma aan de Nord Universiteit.
Lotte Lie maakte haar internationale debuut op de wereldkampioenschappen biatlon voor junioren in 2013. Ze eindigde 43e in de sprint en verbeterde dat resultaat door 30e te worden in de achtervolging. Ze werd vierde individueel en zesde met de Noorse vrouwen estafetteploeg. Het jaar daarop nam Lie ook deel aan de wereldkampioenschappen biatlon junioren. Dit keer werd ze elfde op de sprint, 19e op de achtervolging, vijfde individueel en vierde met de estafetteploeg. Op de Noorse kampioenschappen biatlon van 2015 won Lotte Lie de bronzen medaille met het estafetteteam Nord-Trøndelag 1. Ze eindigde negende op de estafette tijdens de nationale kampioenschappen van 2016.
Lie nam deel aan een aantal wedstrijden in de 2017/18 IBU Cup. Bij haar debuut in december 2017 in Lenzerheide eindigde ze als 17e op de sprint, wat ook haar beste individuele klassering van deze winter bleef. Bij de wedstrijden in Obertilliach was zij genomineerd voor de enkele gemengde estafette waarmee zij 6e werd. In het algemeen klassement van de IBU Cup voor vrouwen stond Lie aan het eind van het seizoen op de 57e plaats. Op de Europese kampioenschappen biatlon van 2018 in Ridnaun, Italië, deed ze alleen mee aan het individuele onderdeel, waar ze 52e werd. Lie nam ook deel aan de Noorse kampioenschappen biatlon van 2018, waar hij zesde werd in de sprint en achtervolging en negende in de massastart. Ze won de gouden medaille met het estafetteteam.
Lie deed ook mee aan de IBU Cup in het seizoen 2018/19. Ze slaagde er echter in geen enkele race in de top 20 te eindigen, waardoor ze aan het eind van het seizoen slechts als 73e algemeen kon eindigen. Ze eindigde negende in de estafette bij de Noorse kampioenschappen biatlon van 2019.

### België
In het seizoen 2019/20 kwam Lotte Lie voor het eerst uit voor België. In het begin van het seizoen nam ze deel aan de IBU Cup waar ze verschillende top 30 klasseringen behaalde alsook een 6de plaats in de enkel gemengde estafette samen met Tom Lahaye-Goffart. Lie maakte haar WK-debuut in januari 2020. Ze eindigde 53e in de individuele race in Pokljuka. Zij was ook genomineerd voor de enkele gemengde estafette en eindigde 18e, samen met Tom Lahaye-Goffart, zoals zij ook in de IBU Cup deed. Lotte Lie nam ook voor België deel aan de wereldkampioenschappen biatlon in 2020, waar ze 25e werd in de gemengde estafette en 20e in de enkelvoudige gemengde estafette met Florent Claude. Ze werd 60e in de sprint en kwalificeerde zich net voor de achtervolging, waar ze werd overlopen en de wedstrijd vroegtijdig moest verlaten. In het individuele onderdeel eindigde ze als 45e, haar beste resultaat in de World Cup dit seizoen.
Lotte Lie heeft in het seizoen 2020/21 ook regelmatig deelgenomen aan de wereldbeker. In de allereerste wedstrijd van het seizoen, de single in Kontiolahti, eindigde zij als 45e en zette daarmee haar beste resultaat tot dan toe neer. Samen met Florent Claude wist Lie als twaalfde te eindigen in de enkelvoudige gemengde estafette, het beste estafetteresultaat in de geschiedenis van het Belgische biatlon tot dan toe. Lotte Lie nam ook deel aan de wereldkampioenschappen biatlon van 2021 op de Sloveense hoogvlakte van Pokljuka. Als 47e in de sprint kwalificeerde zij zich net als vorig jaar voor de achtervolging, waarin zij haar resultaat opnieuw wist te verbeteren tot de 43e plaats, wat tevens haar beste WK-resultaat was. Zij kon dit echter weer verbeteren in de individuele van de Wereldkampioenschappen toen zij 36ste eindigde, wat ook de eerste keer was dat zij Wereldbekerpunten scoorde. Ze werd ook 21e in de gemengde estafette en 15e in de enkel-gemengde estafette. Bij de wedstrijden in het volgende wereldbekerstation in Nové Město na Moravě eindigde zij in de achtervolging opnieuw als 36e en kon zo voor de tweede maal in de punten eindigen. Ze eindigde ook als negende in de single mixed relay samen met Florent Claude, het eerste top tien resultaat voor België in een estafette wedstrijd op World Cup niveau. In de laatste wedstrijden van het seizoen in Östersund, Zweden, kon Lie opnieuw punten scoren als 37e in de sprint. In de achtervolging viel ze terug naar de 43e plaats. Ze eindigde 83ste in de algemene World Cup ranking.
Aan het begin van het nieuwe seizoen kon Lotte Lie in Östersund duidelijke persoonlijke records neerzetten met een 15e plaats in de individuele en een 22e plaats in de sprint. Aan het begin van het seizoen 2022/23 zette opnieuw een sterke prestatie neer met een tiende plaats op de 15 km individueel in het Finse Kontiolahti.

## Resultaten

### Olympische Winterspelen
| Jaar | Plaats | Onderdeel   | Onderdeel | Onderdeel     | Onderdeel  | Onderdeel | Onderdeel          |
| Jaar | Plaats | Individueel | Sprint    | Achtervolging | Massastart | Estafette | Gemengde estafette |
| ---- | ------ | ----------- | --------- | ------------- | ---------- | --------- | ------------------ |
| 2022 | Peking | 45e         | 64e       | –             | –          | –         | –                  |

### Wereldkampioenschappen
| Jaar | Plaats   | Onderdeel   | Onderdeel | Onderdeel     | Onderdeel  | Onderdeel | Onderdeel          | Onderdeel                 | Onderdeel |
| Jaar | Plaats   | Individueel | Sprint    | Achtervolging | Massastart | Estafette | Gemengde estafette | Single gemengde estafette |           |
| ---- | -------- | ----------- | --------- | ------------- | ---------- | --------- | ------------------ | ------------------------- | --------- |
| 2020 | Antholz  | 45e         | 60e       | LAP           | –          | –         | 25e                | 20e                       |           |
| 2021 | Pokljuka | 36e         | 47e       | 43e           | –          | –         | 21e                | 15e                       |           |

### Wereldbeker
Eindklasseringen
| Seizoen   | Algemeen | Individueel | Sprint | Achtervolging | Massastart |
| --------- | -------- | ----------- | ------ | ------------- | ---------- |
| 2019/2020 | –        | –           | –      | –             | –          |
| 2020/2021 | 83e      | 62e         | 86e    | 70e           | –          |
| 2021/2022 |          |             |        |               |            |